# Мелодрама (музыка)
Мелодра́ма (от др.-греч. μέλος мелодия, и δρᾶμα действо) — музыкально-театральный жанр, в котором сочетаются музыка, текст и зачастую танец, при этом текст не распевается полноценно (как в опере), а «театрально» декламируется и (в большей или меньшей степени) мелодизируется.
В XVIII веке под мелодрамой понимали жанр, в котором разговорные монологи и диалоги персонажей сопровождаются и/или перемежаются инструментальной музыкой. Теоретические принципы жанра сформулировал Ж.-Ж. Руссо («Фрагменты замечаний об итальянской "Альцесте" г-на кавалера Глюка», 1778). Он же выступил автором мелодрамы «Пигмалион» (лирические сцены на сюжет «Метаморфоз» Овидия; музыка в соавторстве с О. Куанье, 1762; поставлена в 1770). Известны мелодрамы чешского композитора Й. А. Бенды «Ариадна на Наксосе», «Медея» (обе 1775), «Пигмалион» (1779). В России к жанру мелодрамы одним из первых обратился драматург Я. Б. Княжнин («Орфей» с хором и пантомимой, музыка Ф. Торелли, поставлена в 1781). «Орфей» Княжнина с музыкой Е. И. Фомина (постановка 1792) – образец русской интерпретации «западного» жанра мелодрамы.
Мелодрама была подхвачена и переосмыслена в сочинениях композиторов-новаторов XX века. Многократно воплощал мелодраму А. Шёнберг — в оратории «Песни Гурре» (1911), вокальном цикле «Лунный Пьеро» (1912), оратории «Лестница Иакова» (1917, не окончена), опере «Моисей и Арон» (1932, не окончена), в «Оде Наполеону» (1942) и кантате «Уцелевший из Варшавы» (1947), при этом текст реализовывался по-разному — в диапазоне от чистой декламации до Sprechgesang. А. Берг разнообразно и изобретательно внедрил мелодраму в свою оперу «Лулу». Среди других: И. Ф. Стравинский («Персефона», 1934), А. Онеггер («Жанна д'Арк на костре», 1935; «Царь Давид», 1921), Д. Мийо («Кристофор Колумб», 1928). Своеобразно использовал принцип мелодрамы Дж. Гершвин, наделив всех белых персонажей оперы «Порги и Бесс» (пост. 1935) декламационными партиями (в отличие от поющих негров).